# Litcham
Litcham is een civil parish in het bestuurlijke gebied Breckland, in het Engelse graafschap Norfolk met 618 inwoners.